# Alana Kajfež
Alana Kajfež (Zagreb, 21. veljače 1990.), hrvatska kiparica, dizajnerica i umjetnica stakla.

## Životopis
Rodila se je u Zagrebu. Stvara još od djetinjstva. Od 2. razreda osnovne škole je slikala, odrastajući u dvorcu Miljana s pokojnim ocem Franjom Kajfežem (izumiteljem Apaurina), sestrom Franceskom i svojom majkom Ladom Szabo Kajfež koja također obožava umjetnost.
Završila je Školu primijenjene umjetnosti u Zagrebu, na kojoj je maturirala na odsjeku za kiparski dizajn. Iste je godine upisala Akademiju likovnih umjetnosti u Zagrebu. Na trećoj godini studija došla je u klasu profesora Stjepana Gračana na kiparskom odsjeku. Diplomirala je 2014. godine u klasi profesora Peruška Bogdanića na kiparskom odsjeku. Bavi se skulpturom u raznim kiparskim tehnologijama i materijalima, posebice staklenom fuzijom. 
Staklo je izabrala jer dok je radila u glini, nije bila zadovoljna nikojim materijalom kojim je prekrila model, jer je iskala nešto više od samog klasičnog kiparskog materijala i modelacije. Vidjevši radove Raula Goldonija počela se razvijati ljubav prema staklu i sve što s tim materijalom dolazi. Staklo ju je privuklo jer ima beskonačno mnogo načina obrade i manipulacije. Obrada, fuzija, puhanje, prozirnost, lom svijetla jedna je nova dimenzija skulpture joj je staklo pružalo. Od 2012. godine na fakultetu je išla na izbornu nastavu pod vodstvom profesora Vrlića. Istraživanjem, naišla je na druge umjetnike čije radove promatra i koji su ju nadahnuli: Dale Chihuly, Lino Tagliapietra, Jack Storms, Sergio Redegalli, Roni Horn i posebice Karen Lamonte.
Izlagala je na više samostalnih i skupnih izložbi. Auktorica je javnih spomenika San koralja (Vrsar), Jack White (Zagreb), Medvjeđi ples (Lovinac) i X. postaje križnog puta u Posedarju. Djela su joj u privatnim i javnim zbirkama. Sudionica je više kiparskih i slikarskih radionica. Sudjelovala je na uređenju urbanih vrtova (Zagreb, Samobor, Velika Gorica). Auktorica je nagrade Monok@ za Festival monodrame u Krapinskim Toplicama.
Članica je HDLU.